# Kroksjön (Hassela socken, Hälsingland)
Kroksjön är en sjö i Nordanstigs kommun i Hälsingland och ingår i Ljungans huvudavrinningsområde. Sjön har en area på 0,381 kvadratkilometer och ligger 301,3 meter över havet. Sjön avvattnas av vattendraget Gammelgårdsbäcken.

## Delavrinningsområde
Kroksjön ingår i det delavrinningsområde (689809-155462) som SMHI kallar för Mynnar i Tälgslättån. Medelhöjden är 313 meter över havet och ytan är 18,49 kvadratkilometer. Det finns inga avrinningsområden uppströms utan avrinningsområdet är högsta punkten. Gammelgårdsbäcken som avvattnar avrinningsområdet har biflödesordning 3, vilket innebär att vattnet flödar genom totalt 3 vattendrag innan det når havet efter 56 kilometer. Avrinningsområdet består mestadels av skog (86 procent). Avrinningsområdet har 0,87 kvadratkilometer vattenytor vilket ger det en sjöprocent på 4,7 procent.